# A3 (企業)
株式会社A3(エースリー)は、東京都豊島区に本社を置く、アニメや漫画、ゲームなどの知的財産(IP)を活用した様々な事業を行っている日本の企業である。

## 概要
アニメや漫画、ゲームなどのIP保有企業550社以上と取引を行い、年間1,000以上のIPに携わり、IPの2次利用領域（グッズやイベントなどIPの価値を様々な形にして提供する領域）のリーディングカンパニーとして様々な企画を提供している。日本全国に12,000点以上の流通ネットワークを持ち、様々な機会を作りIPの価値をユーザーへ提供できるのも強みである。
また、ECやリアル店舗,舞台や催事開催など、様々な事業を連携して提供する「eeo プラットフォーム」を運営しており、30万人以上の会員へサービスを提供している。
その他にも、IPを活用した様々な企画実績を活かしたソリューションビジネスや、NFTアートの企画・販売サービスである「OTAKU CULTURE STUDIO」の運営など、様々な事業も行っている。
多くのIPへも出資を行い、IP創出事業へ進出への発表も行っており、今後更なる事業領域の拡大を進めている。

## 沿革
- 2012年 - 株式会社A3設立
- 2014年 - コンテンツ事業へ参入
- 2014年 - コンテンツのグッズ商品企画開始
- 2015年 - EC事業を開始
- 2015年 - toBアライアンス事業を開始
- 2016年 - 「GraffArt(グラフアート)」を開発
- 2017年 - コンテンツ累計企画数　1,000企画突破
- 2018年 - 直営小売店『GraffArt SHOP』の第1号店を池袋にて開店
- 2018年 - 本社を池袋へ移転
- 2018年 - 生産拠点を埼玉県川口市へ移転
- 2019年 - アニメの制作出資を開始
- 2020年 - 東京キャラクターストリートPOPUPストアの運営開始
- 2020年 - 物流倉庫を川口市に新設
- 2021年 - サンリオアニメストアの運営を開始
- 2021年 - Momentum Base事業を開始
- 2021年 - eeoプラットフォーム事業を開始
- 2021年 - オンラインミュージアムの運営を開始
- 2022年 - eeo stage事業を開始
- 2023年 - グローバル事業を開始
- 2024年 - アニメ・ゲーム創出事業に本格参入[4]
- 2025年 - 中国・江蘇省無錫市に初海外店舗をオープン[5]

## 店舗
- eeo Store 池袋本店
- サンリオアニメストア 池袋P’PARCO店
- eeo Cafe
- eeo POP-UP STORE
- Anime Culture Center by eeo